# ديكسي هويل (لاعب كرة قاعدة أمريكي)
ديكسي هويل (بالإنجليزية: Dixie Howell)‏ هو لاعب كرة قاعدة أمريكي، ولد في 7 يناير 1920 في Harold, Kentucky ‏ في الولايات المتحدة، وتوفي في 18 مارس 1960 في هوليوود في الولايات المتحدة.

## وصلات خارجية
- ديكسي هويل (لاعب كرة قاعدة أمريكي) على موقعبيزبول رفرنس.كوم (الدوري الرئيسي) (الإنجليزية)